# Казієр
Казієр (італ. Casier, вен. Casier) — муніципалітет в Італії, у регіоні Венето, провінція Тревізо.
Казієр розташований на відстані близько 420 км на північ від Рима, 24 км на північ від Венеції, 5 км на південний схід від Тревізо.
Населення — 11 304 особи (2014).
Щорічний фестиваль відбувається 30 жовтня. Покровитель — San Teonisto.

## Демографія
Населення за роками:

Станом на 1 січня 2023 року в муніципалітеті офіційно проживав 631 іноземець з 61 країни, серед них 159 громадян країн Євросоюзу та 18 громадян України.

## Сусідні муніципалітети
- Казале-суль-Сіле
- Преганцьоль
- Сілеа
- Тревізо